# 広島県立大柿高等学校
広島県立大柿高等学校（ひろしまけんりつおおがきこうとうがっこう, Hiroshima Prefectural Ogaki High School）は、広島県江田島市大柿町大原に所在する公立の高等学校。

## 設置学科
- 普通科

## 概要
歴史
1940年（昭和15年）に開校した実科高等女学校2校（大柿・中村）を前身とする。2010年（平成22年）に創立70周年を迎えた。
校訓
「克己」（こっき）。1964年（昭和39年）に制定。
校章
1949年（昭和24年）当時に在校していた1年生江木昇の図案により決定。
校歌
1948年（昭和23年）に制定。作詞は長坂堯雄、作曲は山本秀による。歌詞は3番まであり、校名は歌詞に登場しない。各番とも「いざ共に」で終わる。
校地
広島湾に浮かぶ能美島の南部（東能美島の中部）にあり、瀬戸内海の温暖な気候と風光明媚な場所にある。その反面、過疎と高齢化の問題が深刻である。

## 沿革
高等女学校時代
- 1940年（昭和15年）3月14日 - 「大柿実科高等女学校」と「中村実科高等女学校」が設置される。
- 1941年（昭和16年）
  - 6月5日 - 寄贈により大柿校舎が完成。
  - 7月1日 - 大柿校舎の寄贈者である久保中鷹蔵の胸像を建立。
- 1943年（昭和18年）4月1日 - 「大柿高等女学校」と「中村高等女学校」に改称（校名から「実科」が除かれる）。
- 1946年（昭和21年）4月1日 - 修業年限を3ヶ年に改定。

新制高等学校
- 1948年（昭和23年）
  - 5月3日 - 学制改革（六・三・三制の実施）により、大柿・中村高等女学校が廃止され、大柿校地に新制高等学校「大柿高等学校」が発足。全日制普通科と家庭科を設置。
  - 5月27日 - 開校。第1回入学式を挙行。
  - 7月1日 - 校歌を制定。
  - 7月15日 - 本校に夜間定時制を設置。また中村校舎にも夜間定時制中村分校を設置。
  - 9月1日 - 県立移管により、「広島県大柿高等学校」に改称。
- 1949年（昭和24年）
  - 5月9日 - 開校式と入学式を挙行。
  - 6月 - 校章を制定。
  - 7月17日 - PTAが発足。
- 1960年（昭和35年）4月1日 - 生活科を家政科へ改称。
- 1963年（昭和38年）
  - 3月27日 - 体育館兼講堂が完成。
  - 8月1日 - 同窓会新聞「真砂」を創刊。
  - 10月1日 - 「広島県立大柿高等学校」（現校名）に改称（県の後に「立」が加えられる）。
- 1964年（昭和39年）
  - 3月31日 - 中村分校を廃止。
  - 4月6日 - 能美紡績（現・株式会社ユウホウ）社員に高校教育を施すことを目的として、大君分校（昼間定時・二部制）を設置。
  - 8月2日 - 家政科、第12回全国家庭クラブ発表会で文部大臣賞を受賞。
  - 9月1日 - 校訓「克己」を制定。
- 1966年（昭和41年）3月21日 - 本館教室棟が完成。
- 1967年（昭和42年）
  - 3月31日 - 本校夜間定時制を廃止。
  - 7月31日 - 広島県内初の50m×8コースの水泳プールが完成。
- 1973年（昭和48年）10月 - 早瀬大橋が開通し、音戸大橋経由で広島県本土と結ばれる。
- 1981年（昭和56年）7月 - PTA新聞「陀峯」を創刊。
- 1982年（昭和57年）3月15日 - 特別教室棟（新館）が完成。旧教室を解体し語らいの広場（中庭）が完成。
- 1984年（昭和59年）11月 - 家政科で1日体験入学を開始。
- 1985年（昭和60年）4月1日 - 格技場が完成。
- 1987年（昭和62年）6月 - 進路学習の一環として「いち早く進路見学」を実施。
- 1988年（昭和63年）11月 ～ グラウンドの改修と本館リフレッシュ工事を実施。
- 1989年（平成元年）
  - 3月4日 -「大柿高校を育てる会」が発足。
  - 4月1日 - パソコンが設置され情報処理教育を開始。
  - 7月30日 - 第71回全国高等学校野球選手権大会広島県大会で準優勝。
  - 9月26日 - 広島県内公立校としては初めて、海外への修学旅行を実施。目的地は韓国。
- 1990年（平成2年）4月1日 - 家政科の募集を停止。
- 1992年（平成4年）
  - 3月31日 - 家政科を廃止。
  - 6月20日 - 旧体育館兼講堂とプールが撤去され、体育館が完成。
- 1996年（平成8年）3月20日 - 特別教室棟（新館）にエレベーターを設置。
- 2002年（平成14年）2月25日 - トイレ美化運動の取組みにより、本館トイレを全面改修。
- 2003年（平成15年）1月31日 - 特別教室棟（新館）リフレッシュ工事を実施。情報処理教室を移設。
- 2006年（平成18年）4月1日 - 大君分校の募集を停止。
- 2009年（平成21年）3月31日 - 大君分校を廃止。

## 部活動
体育部
- カヌー部
- 陸上部
- ソフトテニス部
- 卓球部
- テニス部
- バスケットボール部

文化部
- 自然科学部
- 茶華道部
- 美術部
- 音楽部

## 対外関係・交流協定校
台湾
- 新竹県立湖口高級中学

## 交通アクセス
最寄りのバス停
- 江田島バス 「大柿高校前」バス停　（能美島内）

最寄りの道路
- 国道487号・広島県道300号深江柿浦線 「大柿町大原」交差点

## 周辺
- 江田島市立大古保育園
- 江田島市立大古小学校（おおふる）
- 江田島市立大柿中学校
- 江田島市役所
- 大柿公民館
- 江田島警察署大柿交番
- 大柿郵便局

## 出身者
- 田中達美（江田島市長）
- 山下明生（児童文学作家、翻訳家）